# Dallas-Fort Worth Film Critics Association Awards 2006
La 12ª edizione dei Dallas-Fort Worth Film Critics Association, annunciata il 19 dicembre 2006, ha premiato i migliori film usciti nel corso dell'anno.

## Vincitori
A seguire vengono indicati i vincitori, in grassetto.

### Miglior film
1. United 93, regia di Paul Greengrass
2. The Departed - Il bene e il male (The Departed), regia di Martin Scorsese
3. Little Miss Sunshine, regia di Jonathan Dayton e Valerie Faris
4. The Queen - La regina (The Queen), regia di Stephen Frears
5. Babel, regia di Alejandro González Iñárritu
6. Lettere da Iwo Jima (Letters from Iwo Jima), regia di Clint Eastwood
7. Dreamgirls, regia di Bill Condon
8. Blood Diamond - Diamanti di sangue (Blood Diamond), regia di Edward Zwick
9. Little Children, regia di Todd Field
10. Flags of Our Fathers, regia di Clint Eastwood

### Miglior regista
1. Martin Scorsese - The Departed - Il bene e il male (The Departed)
2. Paul Greengrass - United 93
3. Alejandro González Iñárritu - Babel
4. Clint Eastwood - Lettere da Iwo Jima (Letters from Iwo Jima)
5. Stephen Frears - The Queen - La regina (The Queen)

### Miglior attore
1. Forest Whitaker - L'ultimo re di Scozia (The Last King of Scotland)
2. Leonardo DiCaprio - The Departed - Il bene e il male (The Departed)
3. Ryan Gosling - Half Nelson
4. Peter O'Toole - Venus
5. Leonardo DiCaprio - Blood Diamond - Diamanti di sangue (Blood Diamond)

### Miglior attrice
1. Helen Mirren - The Queen - La regina (The Queen)
2. Judi Dench - Diario di uno scandalo (Notes on a Scandal)
3. Meryl Streep - Il diavolo veste Prada (The Devil Wears Prada)
4. Kate Winslet - Little Children
5. Penélope Cruz - Volver

### Miglior attore non protagonista
1. Jackie Earle Haley - Little Children
2. Jack Nicholson - The Departed - Il bene e il male (The Departed)
3. Eddie Murphy - Dreamgirls
4. Djimon Hounsou - Blood Diamond - Diamanti di sangue (Blood Diamond)
5. Michael Sheen - The Queen - La regina (The Queen)

### Miglior attrice non protagonista
1. Cate Blanchett - Diario di uno scandalo (Notes on a Scandal)
2. Jennifer Hudson - Dreamgirls
3. Adriana Barraza - Babel
4. Rinko Kikuchi - Babel
5. Emily Blunt - Il diavolo veste Prada (The Devil Wears Prada)

### Miglior film straniero
1. Lettere da Iwo Jima (Letters from Iwo Jima), regia di Clint Eastwood
2. Il labirinto del fauno (El laberinto del fauno), regia di Guillermo del Toro
3. Water - Il coraggio di amare (Water), regia di Deepa Mehta (2005)
4. Volver, regia di Pedro Almodóvar
5. Apocalypto, regia di Mel Gibson

### Miglior documentario
1. Una scomoda verità (An Inconvenient Truth), regia di Davis Guggenheim
2. Deliver Us from Evil, regia di Amy Berg
3. Shut Up and Sing (Dixie Chicks: Shut Up and Sing), regia di Barbara Kopple e Cecilia Peck
4. Neil Young: Heart of Gold, regia di Jonathan Demme
5. This Film Is Not Yet Rated, regia di Kirby Dick

### Miglior film d'animazione
1. Happy Feet, regia di George Miller
2. Monster House, regia di Gil Kenan

### Miglior fotografia
1. Dean Semler - Apocalypto
2. Rodrigo Prieto - Babel a pari merito con Emmanuel Lubezki - I figli degli uomini (Children of Men)

### Miglior sceneggiatura
1. Michael Arndt - Little Miss Sunshine
2. Guillermo Arriaga - Babel

### Russell Smith Award
- Half Nelson per il miglior film indipendente a basso budget